# Muteen
Muteen est un magazine féminin pour les filles qui pensent « qu'il y a une vie avant vingt ans… évidemment ! », base line du magazine créé en septembre 2001 par la rédactrice en chef Catherine Nerson (ex Nova magazine, Libération, France Soir) pour les Éditions Jalou. Dans le Post Scriptum du premier édito du mensuel, Catherine Nerson expliquait d'où venait le mot "Muteen" :
Muteen : adj franco-anglais, inventé par Jean-Claude (père de Catherine) et Catherine Nerson en janvier 2001, devenu nom propre et nouveau titre des Editions Jalou, destiné aux jeunes filles "qui ont une vie avant vingt ans". Litt. vient, d'une part du verbe muter. Muter "in", passer de l'enfance à l'âge adulte en étant bien dans sa peau, dans le vent. Vient d'autre part de "teenager", adolescent. Prononciation : "mutine", en référence à l'espiègle, la rebelle, la malicieuse. Celle qui a l'esprit vif et audacieux.
C'est à la suite d'un entretien avec Laurent Jalou, à l'époque dirigeant du groupe, qui cherchait des idées pour créer un magazine d'ados différent de Jeune & Jolie ou 20 ans, que la journaliste Catherine Nerson apporta à celui-ci un concept original. La bonne idée étant de donner la parole aux ados, de les faire participer. Elle créa un comité éditorial avec des lectrices et bannit les dictats de la mode en prenant des lectrices pour faire la couverture ce qui eut un succès fou.
En mai 2011, l'éditeur a suspendu la parution du magazine.